# A Deo rex, a rege lex
A Deo rex, a rege lex (traduzione: Da Dio il re, dal re la legge) è una locuzione latina usata in ambito giuridico. Descrive il principio della monarchia assoluta, in cui il sovrano rivendica per diritto divino il potere di stabilire le leggi dello Stato.
Uno dei monarchi che rivendicò tale principio fu Giacomo I d'Inghilterra, primo re sia di Scozia sia d'Inghilterra. Figlio unico della regina di Scozia Maria Stuarda, fu proclamato sovrano ad appena tredici mesi di età, sebbene il paese continuasse a essere governato da reggenti. Nel 1585 con il sostegno della cugina Elisabetta I d'Inghilterra riuscì ad avere il sopravvento sulla nobiltà scozzese. Fu un sovrano apprezzato anche se il cattivo uso dei fondi del regno e il circondarsi di una corte discutibile contribuirono non poco al divampare della successiva guerra civile inglese.